# Fitsum Alemu
Fitsum Alemu Fekir (amh. ፍፁም አለሙ; ur. 15 lipca 1995 w Desje) – etiopski piłkarz grający na pozycji ofensywnego pomocnika. Od 2022 jest zawodnikiem klubu Defence Force SC.

## Kariera klubowa
W sezonie 2018/2019 Fitsum grał w klubie Fasil Kenema SC. W 2019 przeszedł do Bahir Dar Kenema FC, a w 2022 do Defence Force SC.

## Kariera reprezentacyjna
W reprezentacji Etiopii Fitsum zadebiutował 13 października 2019 roku w przegranym 0:1 towarzyskim meczu z Ugandą rozegranym w Bahyr Dar. W 2022 roku został powołany do kadry na Puchar Narodów Afryki 2021. Rozegrał na nim jeden mecz grupowy, z Republiką Zielonego Przylądka (0:1).